# Johann Heinrich Pestalozzi
Johann Heinrich Pestalozzi (Zúrich, 12 de enero de 1746 - Brugg, 17 de febrero de 1827), conocido en los países de lengua española como Enrique Pestalozzi, fue un influyente pedagogo, educador y reformador suizo que aplicó los ideales de la última Ilustración a la pedagogía.
Pestalozzi creyó que la solución a la pobreza y las contradicciones en la sociedad humana se debía buscar en una buena educación. Creía que a los niños no se les deben proporcionar conocimientos ya construidos, sino la oportunidad de aprender sobre sí mismos mediante la actividad personal. Que los maestros deben estar preparados para lograr un desarrollo integral del alumno más que para implantarles conocimientos, algo que solo constituye una sola parte de la educación: el verdadero objetivo debería ser un "hombre moral" total; este hace el bien y ama, sus acciones se basan en la fe y, en lo posible, deja a un lado su egoísmo. Fundó varias instituciones educativas, tanto en Alemania como en regiones de Suiza de habla francesa, y escribió muchas obras que explican sus principios modernos revolucionarios de la educación. Su lema fue "El aprendizaje por la cabeza, la mano y el corazón". Gracias a Pestalozzi, el analfabetismo suizo del siglo XVIII se superó hacia 1830 casi por completo.

## Vida

### Primeros años (1746-1765)

Escudo de armas de la familia de Pestalozzi, de Zúrich

Pestalozzi nació el 12 de enero de 1746, en Zúrich, Suiza. Su padre fue un cirujano y oftalmólogo que murió a los 33 años, cuando Pestalozzi, el segundo de tres hijos, tenía 6 años; pertenecía a una familia que había huido de los alrededores de Locarno por su fe protestante. Su madre, cuyo nombre de soltera era Hotze, era oriunda de Wädenswil, en el lago de Zürich. La familia también tenía una criada, Barbara Schmid, apodada Babeli. Después de la muerte del padre de Pestalozzi, fue solo gracias a la ayuda de Babeli como la madre de Pestalozzi pudo sostener a su familia.
En 1751, Pestalozzi asistió al Gymnasium (Collegium Humanitatis) y recibió instrucción de los educadores Johann Jakob Bodmer y Johann Jakob Breitinger, que le enseñaron historia y política y griego y hebreo, respectivamente.
En los días festivos Pestalozzi iba a visitar a su abuelo materno, un clérigo en Höngg. Juntos viajarían a las escuelas y las casas de los feligreses. Fue a través de estas visitas como Pestalozzi descubrió los efectos de la pobreza en los campesinos. Vio las consecuencias de poner a los niños a trabajar en la fábrica a una edad temprana y vio lo poco o nada que las escuelas católicas hacían por ellos. Su ignorancia y sufrimiento y la incapacidad para ayudarse a sí mismos dejaron una impresión duradera y fundamental en Pestalozzi, una impresión que guiaría sus futuras ideas educativas.
Pestalozzi fue educado para convertirse en un clérigo protestante. Como tal, esperaba tener una gran oportunidad para llevar a cabo sus ideas educativas. Sin embargo, el fracaso de su primer sermón y el influjo que le supuso la lectura del filósofo Jean-Jacques Rousseau lo llevó a seguir una carrera en la ley y la política.[cita requerida]

También el sistema ideal de libertad, al cual Rousseau imparte animación fresca, aumentó en mí el deseo visionario de una esfera más amplia de la actividad, en la que podría promover el bienestar y la felicidad de las personas. Las ideas juveniles en cuanto a lo que era necesario y posible hacer en este sentido en mi ciudad natal me indujeron a abandonar la profesión clerical, para la cual me había preparado anteriormente y para la que yo había sido destinado, y me llevaron a pensar que sería posible, mediante el estudio de la ley, encontrar una carrera que, tarde o temprano, me procurase la oportunidad y los medios para ejercer una influencia activa sobre la situación civil de mi pueblo natal e incluso de mi tierra natal.
 Johann Heinrich Pestalozzi

En 1762 entró en contacto con logias masónicas.

### Edad adulta. Aspiraciones políticas (1765-1767)
Durante el siglo XVIII, el gobierno suizo condenó el Contrato Social y el Emilio de Rousseau diciendo que eran peligrosos para el Estado y la religión cristiana y se emitió una orden de prisión contra Rousseau. En 1765, el exprofesor de Pestalozzi Johann Jakob Bodmer, que seguía las enseñanzas de Rousseau, fundó la Sociedad Helvética con otros veinte filósofos. Este profesor reunía a sus alumnos en una sala del gremio que se llamaba "Patriotas" para debatir sobre el pensamientos de los filósofos antiguos y modernos. Su objetivo era la promoción de la libertad, la reforma de la aristocrática Constitución de Suiza sobre bases democráticas, la regeneración moral y cívica y la educación popular. Asimismo, la sociedad imprimió un periódico. Pestalozzi, a los 19 años, fue un miembro activo que contribuyó con muchos artículos a este periódico, Der Erinnerer ("El Monitor").
Pestalozzi investigó y sacó a la luz varios casos de prevaricación legal y corrupción oficial, y estuvo bajo arresto tres días, acusado de haber facilitado la fuga de un compañero del periódico,  pese a que más tarde se probó su inocencia. El periódico fue clausurado por su posición radicalmente democrática. Estos hechos provocaron que Pestalozzi se hiciera muchos y muy poderosos enemigos políticos, y destruyeron su esperanza de hacer carrera en el ámbito judicial.

### Neuhof (1769–1779)
Tras el fracaso de sus aspiraciones políticas y por sugerencia de varios amigos, Pestalozzi decidió hacerse agricultor. Durante este tiempo, un miembro de la Sociedad Helvética, Johann Rudolf Tschiffeli, había atraído la atención por su exitoso modelo de negocio al convertir una gran parcela de tierra sin valor en varias granjas prósperas. En 1767 Pestalozzi visitó a Tschiffeli con la finalidad de aprender su método. Tras pasar un año con él, Pestalozzi compró 15 acres de terrenos baldíos en un barrio de Zúrich y, con el apoyo financiero de un banquero zuriqués, adquirió aún más tierras; Pestalozzi pretendía ayudar a los pobres y a los sin derecho en el campo ocupándose a la vez de hacerles descubrir en su propia condición los instrumentos de su liberación, en este caso el salario industrial. A los 21 años, se casó con Ana Schulthess, que tenía ocho años más que él, en septiembre de 1769.
Pestalozzi comenzó a construir una casa en su propiedad, fuertemente hipotecada, que llamó "Neuhof", con la cual se esforzó por lograr simultáneamente un doble objetivo: introducir a los niños en la racionalidad económica y, al mismo tiempo, contribuir a que cada uno de ellos desarrollara su personalidad autónoma dentro de una sociedad de libertad y responsabilidad. Sin embargo, la experiencia pedagógico-industrial pronto tropezó debido a que la tierra que había comprado no era cultivable, por lo que se declaró en quiebra en 1780 cuando el banquero le retiró su apoyo. Pestalozzi añadió entonces el negocio de hilado de lana a su granja para mejorar su situación económica, pero los contratiempos aumentaban tanto como su deuda: tres meses después de quedarse sin apoyo financiero, Anna Schulthess dio a luz al único hijo de la pareja, Jean-Jacques Pestalozzi, apodado Schaggeli, quien sufría  ataques epilépticos tan continuos que Pestalozzi y su mujer estaban constantemente preocupados por su salud.

### Transición desde la granja a la escuela industrial de Neuhof
A consecuencia del fracaso de su proyecto agrario y empobrecido él mismo, Pestalozzi quiso ayudar a los pobres. Había observado que los huérfanos que aprendían como agricultores estaban sobrecargados de trabajo y mal alimentados. Deseaba enseñarles a vivir una vida satisfactoria y pensó en convertir Neuhof en una escuela industrial. Contra los deseos de su esposa, Pestalozzi se ganó el apoyo del filósofo Isaak Iselin, de Basilea, quien lo publicó en Die Ephemerides ("Las Efemérides"), una revista dedicada a cuestiones sociales y económicas. Esta publicación llevó a que se hicieran suscripciones y se recibieran préstamos libres de intereses.
La nueva fundación tuvo un corto período de aparente prosperidad, pero al cabo de un año Pestalozzi volvió a estar al borde de la ruina. En 1777 se solicitó apoyo público y se consiguió ayuda muy necesaria, mientras Pestalozzi contribuía publicando una serie de cartas sobre la educación de los pobres. Sin embargo, esto solo pospuso el fracaso de la institución. En esta propiedad Pestalozzi cobijó y prestó ayuda a los niños de familias pobres a los cuales se les ofreció el oficio de llevar a cabo la labor del hilado y el tejido del algodón. Este proceso tenía como producto final financiar su formación. En 1779 Pestalozzi tuvo que cerrar Neuhof. Con la ayuda de sus amigos, al menos fue capaz de salvar la casa de Neuhof para que él y su familia vivieran en ella, pese a lo cual estaban arruinados. Las amistades de su familia lo abandonaron, así como la mayoría de las personas que habían mostrado interés por sus ideas.

### Período de actividad literaria (1780–1797)

#### Las horas nocturnas de un ermitaño(1780)
Iselin no abandonó a Pestalozzi y le animó a seguir escribiendo. En 1780 Pestalozzi publicó anónimamente en Die Ephemerides una serie de aforismos titulados Las horas nocturnas de un ermitaño. Constituyen una de sus obras más tempranas y en ellos esquematizó ideas que posteriormente serían conocidas como pestalozzianas. Los aforismos atrajeron poca atención en el momento de su publicación.

#### Leonardo y Gertrudis(1781, 1783, 1785 y 1787)
Pestalozzi conocía la vida campesina del país mucho más profundamente que sus contemporáneos a causa de las visitas de su infancia con su abuelo a los labradores pobres. De estas experiencias sacó el material para los cuatro volúmenes de una historia titulada Leonardo y Gertrudis. En ellos narra la vida de cuatro personajes: Leonardo, el maestro de escuela Glüphi, un clérigo de la parroquia sin nombre y Arner. Gertrudis es una madre y esposa de la aldea de Bonnal y enseña a sus hijos cómo vivir vidas moralmente honradas a través de la fe y del amor a Dios. Glüphi, un maestro de escuela, ve el éxito que Gertrudis tiene con sus hijos y trata de modelar su escuela alrededor de sus enseñanzas. Un clérigo de la parroquia adopta también estas enseñanzas y en estas tareas los tres son ayudados por Arner, un político que solicita ayuda al Estado. A través de los cuatro, que personifican a las instituciones, se logra la armonía y que se ofrezca una educación integral a todas las personas.
El primer volumen inspirará su posterior Cómo educa Gertrudis a sus hijos (1801) y fue muy exitoso, aunque los otros no tuvieron igual repercusión.

##### Quinto y sexto volumen
Pestalozzi había planeado un quinto y sexto volumen, pero en su viaje de 1804 a París se perdió el manuscrito del quinto y se ignora si llegó a escribir un sexto.

#### Christopher y Elizabethy el periódicoSchweizerblatt(1782)
En 1782, Pestalozzi escribió Christopher y Elizabeth como una serie de conversaciones nocturnas contra la corrupción social y política. Asimismo, se introdujo en la redacción de un semanario recién fundado titulado Schweizerblatt, pero este cerró en ese mismo año cuando Pestalozzi empezaba a ser su jefe de redacción.

#### Mi investigación sobre el curso de la naturaleza en el desarrollo del género humano(1797)
En 1794 Pestalozzi visitó a su hermana en Leipzig. Durante su estancia en Alemania se reunió con Johann Wolfgang von Goethe, Christoph Martin Wieland y Johann Gottfried Herder. En su viaje de regreso a Neuhof conoció además al filósofo Johann Gottlieb Fichte. Fichte vio en las ideas de Pestalozzi la clave para la solución del problema educativo y le propuso a Pestalozzi que escribiera acerca de sus puntos de vista sobre la naturaleza humana y el problema de su desarrollo. Después de tres años de trabajo, Pestalozzi publicó Mi investigación sobre el curso de la naturaleza en el desarrollo del género humano (1797). Pocas personas leyeron la obra y, en una edición de 1821, Pestalozzi escribió: "Apenas alguien ha notado el libro, aunque ha estado ante el público durante más de veinte años".
Este trabajo marcó el final de un período literario de dieciocho años, tiempo durante el cual Pestalozzi y su familia vivieron sumidos en la pobreza. Su esposa se encontraba a menudo enferma, y en 1797 su hijo volvió a casa de su aprendizaje en Basilea sin haber mejorado en su salud.

### Stans (1799)

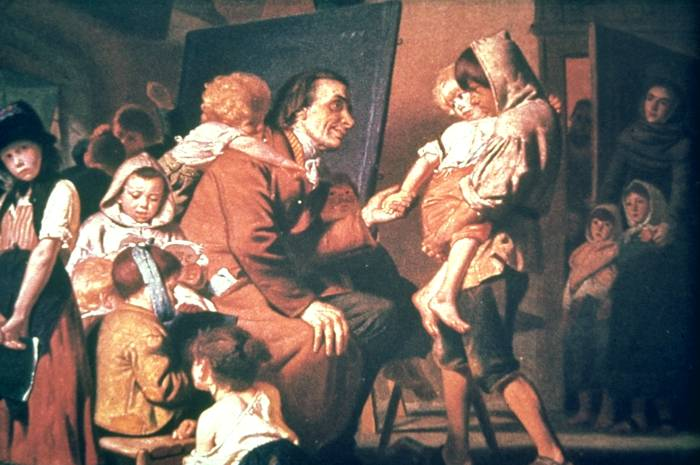
Konrad Grob: Pestalozzi con los huérfanos de Stans, 1879, (detalle), óleo sobre lienzo.

Impulsados por la Revolución Francesa, estaban ocurriendo algunos cambios políticos y, cuando se abolió la servidumbre en Suiza en 1798, Pestalozzi decidió convertirse en educador. Escribió entonces un plan para una escuela y lo presentó a Philipp Albert Stapfer, el nuevo ministro de las Artes y las Ciencias, quien lo aprobó, aunque no fue capaz de poner en funcionamiento su nueva escuela de forma inmediata, ya que no se le pudo encontrar un lugar apropiado con la suficiente rapidez. Mientras tanto, se le pidió a Pestalozzi que se hiciera cargo de un periódico del Gobierno, el Helvetisches Volksblatt, con la esperanza de ganarse la aprobación de los suizos, ya que en este período los cambios políticos de cualquier signo eran vistos como tiránicos. 
Pestalozzi tuvo esperanzas de llevar a cabo su teoría de educación con respecto al pueblo. Para ello, envió una solicitud escrita al Gobierno para que este pusiera en marcha una mejora en la educación y en la escuela para el pueblo. El directorio concedió una cantidad importante para la fundación de un instituto para niños huérfanos, que dirigiría Pestalozzi. 
Cuando en 1798 el ejército francés invadió la ciudad de Stans, muchos niños se quedaron sin hogar o familia. El Gobierno suizo creó un orfanato y contrató a Pestalozzi el 5 de diciembre de 1798 para que se hiciera cargo de esta institución recién creada. El 7 de diciembre Pestalozzi fue a Stans y escribió:

Fui con mucho gusto, porque yo esperaba ofrecerle a estos pequeños inocentes alguna compensación por la pérdida que habían sufrido, y encontrar en su miseria el fundamento de su gratitud. En mi afán de emprender la tarea que había sido el gran sueño de mi vida, habría estado listo para comenzar incluso en los más altos Alpes y sin medio alguno, si me lo hubieran pedido.
 Johann Heinrich Pestalozzi

### Burgdorf (1800-1804).Cómo Gertrudis enseña a sus hijos(1801)
En la ciudad de Burgdorf Pestalozzi iba a recibir un pequeño salario trimestral, una casa y un puesto de profesor en la escuela de niños de la ciudad. El zapatero que dirigía la escuela antes de Pestalozzi no estaba de acuerdo con sus ideas. Nervioso al principio, continuó sus investigaciones y experimentos educativos en Stans. Por entonces Johann Friedrich Herbart, un amigo suyo también pedagogo, le sugirió que leyera ''Voulez-vous mécaniser l'éducation?'', que produjo, según sus palabras,  "un torrente de luz sobre todo mi esfuerzo". Se confirmaron sus ideas de la educación que había desarrollado en Neuhof, Stans y ahora Burgdorf: toda la comprensión se puede lograr a través de una secuencia ordenada psicológicamente.
En enero de 1800, un joven maestro, Hermann Krüsi, se ofreció a ayudar a Pestalozzi. Krüsi ya tenía cierta experiencia y siguió el ejemplo de Pestalozzi. Tras ocho meses de enseñanza, las autoridades evaluaron su trabajo y lo elogiaron por sus avances: en ocho meses, no solo había enseñado a los niños de cinco y seis años a leer a la perfección, sino también a escribir, dibujar y comprender la aritmética. La junta escolar promovió a Pestalozzi a ser maestro en una escuela de niños varones de mayor edad, donde continuó sus experimentos educativos.
Impulsado por su éxito, Pestalozzi decidió abrir otra escuela en Burgdorf, el Instituto para la Educación de los Hijos de las clases medias, en octubre de 1800, en el castillo de Burgdorf que le cedieron las autoridades para ella. Aquí dos educadores se unieron a Pestalozzi: Johann Georg Tobler y Johann Christoff Buss. Durante este tiempo Pestalozzi sistematizó y codificó muchos de sus métodos e ideas acerca de la educación.
Por segunda vez Pestalozzi alcanzó el éxito literario atrayendo a un amplio círculo de lectores tras publicar Cómo enseña Gertrudis a sus hijos (1801). El libro tuvo un profundo impacto en la opinión y la práctica de la educación. Está escrito en forma de catorce cartas de Pestalozzi a su amigo Heinrich Gessner, un encuadernador en Berna. Las tres primeras describen cómo él, Krüsi, Tobler y Buss llegan y se instalan en Burgdorf. Entre la cuarta y la undécima expone sus reflexiones y experiencia en la enseñanza y la teoría y práctica de la pedagogía y la educación. La carta XII trata de la educación física, mientras que las dos últimas hablan sobre la educación moral y religiosa. El propósito de Pestalozzi en estas cartas era demostrar que, sin la reducción de los conocimientos a sus elementos simples y sin la construcción de una serie graduada de ejercicios ordenados psicológicamente, nadie podía enseñar a sus hijos eficazmente.
Este súbito éxito literario impulsó a la gente de todas partes de Suiza y Alemania a visitar la escuela en Burgdorf. La escuela creció, pero Pestalozzi todavía sentía que no estaba haciendo lo suficiente. Constituía un éxito económico, pero la escuela no podía hacer lo que más deseaba Pestalozzi: educar a los pobres. Comunicó al gobierno suizo que le gustaría tener oportunidades de
educar a los pobres y en respuesta le enviaron dos comisionados para investigar su trabajo. Tras un dictamen favorable, el gobierno decidió transformar la escuela de Pestalozzi en una institución nacional. El personal recibió salario fijo y se destinó dinero para publicar libros de texto escritos por Pestalozzi y su personal. Con esta suma, Pestalozzi publicó en 1803 tres libros elementales: El abc de la percepción sensorial, Lecciones sobre la observación de las relaciones numéricas y Libro de la madre. 
Otros dos miembros se unieron al personal de Pestalozzi durante este tiempo: Johann Joseph Schmid (1785-1851) y Johannes Niederer (1779-1843). Schmid empezó en el instituto como alumno pobre, pero se añadió al personal a causa de su capacidad de enseñanza. Niederer era un antiguo clérigo.
La familia de Pestalozzi se trasladó al instituto para vivir y trabajar con él allí. En 1801 el hijo de Pestalozzi, Jean-Jacques, murió a la edad de 31 años, y su nuera y su nieto, Gottlieb, se trasladaron de Neuhof a Burgdorf para vivir en el instituto.
Los cambios políticos establecidos por Napoleón durante este tiempo pusieron el Instituto de Pestalozzi en peligro. Una delegación nacional fue enviada a París para entrevistarse con Napoleón en nombre de Suiza, y Pestalozzi fue elegido para integrarla. Antes de ir, publicó sus ideas y esfuerzos políticos. Es un documento único en la obra de Pestalozzi: muestra la conexión entre sus intereses políticos, sociales y educativos. Pestalozzi no disfrutó de su tiempo en París: Napoleón no tenía ningún interés en su trabajo.
Al regresar se encontró con un nuevo Gobierno suizo que ponía en duda su derecho a utilizar el castillo de Burgdorf y le notificaron que sus servicios ya no eran necesarios: necesitaban los edificios para sus propios funcionarios. Para evitar ser criticadas públicamente, las autoridades ofrecieron a Pestalozzi el uso de un viejo monasterio en Münchenbuchsee. Y aunque Pestalozzi recibió ofertas para instalar su Instituto en otras ciudades, en última instancia decidió aceptar la oferta del Gobierno. En junio de 1804 concluyó la obra de Pestalozzi en Burgdorf.

### Münchenbuchsee (1804-1805)
La estancia de Pestalozzi en Münchenbuchsee (cantón de Berna) fue corta. Muy cerca, en Hofwil, había otro establecimiento educativo dirigido por Philipp Emanuel von Fellenberg. Los colegas de Pestalozzi lo convencieron para colaborar con Fellenberg en planificar el nuevo instituto de Münchenbuchsee. Pestalozzi y Fellenberg no se llevaban bien y, tras meses de trabajo, se decidió a trasladar el Instituto a Yverdon.

### Yverdon (1804-1824)
En Yverdon (cantón de Vaud) funda dos institutos para jóvenes, uno masculino y otro femenino, además de un instituto para sordomudos y otro para niños pobres.
Pestalozzi fue elegido presidente de la Sociedad Helvética y escribió para ella sus dos últimos opúsculos: Discurso pronunciado en Langenthal el 26 de abril de 1826 y Ensayo de una tabla de lo que constituye la idea de la educación elemental. En el instituto los niños tenían dos horas diarias para poder dedicarse a actividades relacionadas con el medio ambiente y la sociabilización. 
Sus principios educativos son:
- Presentar el aspecto concreto antes de introducir los conceptos abstractos.
- Comenzar por el entorno próximo antes de ocuparse de lo que está distante.
- Hacer preceder de ejercicios simples los ejercicios complicados.
- Proceder gradual y lentamente.

## Ideas pedagógicas
Para su enseñanza tomó en cuenta la intuición intelectual, tomando los aspectos que conforman su educación elemental que son:
1. Para la enseñanza de los números (relaciones métricas y numéricas):
- Utilización de tablillas con letras, las cuales acumulaba de 1 en 1 para que el niño conociera la relación de los números, al mismo tiempo que servía para aprender las letras. Además con esto los niños aprenderían de cuantas sílabas y letras se compone una palabra. También se usaban otras donde el niño tenía que ir añadiéndolas a un tablero de unidad en unidad hasta ir alcanzando operaciones más complejas.
- Partir de las cosas simples antes de avanzar a las más complicadas.

2. Para la enseñanza de la forma (observar, medir, dibujar y escribir):     
- Pestalozzi considera que la mejor forma en la que un niño aprende es mediante la observación de los objetos que lo rodean, es por ello que si a un niño le enseñamos un objeto, memorizará su nombre, sus partes por medio de la impresión que recibe de ese objeto de los sentidos.
- Enriquecer la memoria de los niños con explicaciones sencillas de objetos y materiales. Enseñar a describir y a darse cuenta de sus percepciones. Pestalozzi rechazaba la idea de enseñar por medio de memorización por recitación de contenidos y en cambio abogaba por la observación, la experimentación y el razonamiento.
- Enseñar al niño, por medio del dibujo, a medir todos los objetos que se presentan a su vista y adquirir habilidades para reproducir. Pestalozzi pensó que por medio del dibujo se ejercitaba al niño en su escritura.

3. Para la enseñanza del lenguaje:
- El elemento principal en esta enseñanza es el sonido pues era un proceso que iba del sonido a la palabra y de la palabra a la gramática.
- A partir de los sonidos, los niños irían dando forma a las palabras, las irían enlazando hasta crear una frase.  
- Por medio del ejercicio de lectura y escritura afianzar los conocimientos del lenguaje.

4. Para aspectos generales de su Educación elemental:
- Poner en práctica el método de enseñar a unos por medio de otros, debido al gran número de niños.
- La enseñanza de ambos sexos (coeducación).
- Importancia de la educación creativa y productiva.
- Enseñanza de moral y religión, que se debe de iniciar en la familia.
- Considerar que las relaciones afectivas entre madre e hijo, condicionan a este paulatinamente, a desarrollar sentimientos de bondad y amor.
- Educación Social: Sitúa al niño en una verdadera relación con la naturaleza y cultura, la cual debe iniciarse en la familia y continuarse en la escuela. Pestalozzi se basa en la fe, lo posible y deja a un lado el egoísmo
- La práctica de la escuela-trabajo, combinando la enseñanza de la lectura, escritura, cálculo, dibujo, moral y religión con las actividades agrícolas.

Pestalozzi defendía la individualidad del niño y la necesidad de que los maestros fueran preparados para lograr un desarrollo integral del alumno más que para impartirles conocimientos, incluyó la educación manual y la educación física como medio de fortaleza y resistencia corporal. El niño es guiado para aprender a través de la práctica y la observación  y por medio de la utilización natural de los sentidos.
La pedagogía de Pestalozzi tuvo como objetivo incluir nuevos aportes a la educación infantil respetando el desarrollo de niño para lograr una educación integral donde uno de los factores importantes es el juego ya que mediante la exploración y la observación el niño aprende de una forma significativa. 

### Principios
Pestalozzi indicó que solo la educación podía realizarse conforme a una ley (armonía con la Naturaleza). De este principio se deriva la necesidad de libertad en la educación del niño; es preciso que esté libre, para que pueda actuar a su modo en contacto con todo lo que le rodea (ambiente)
- Educación elemental: Debía partirse de la observación de las experiencias, intereses y actividades educativas; de no enseñar nada que los niños no pudiesen ver (idea tomada de Rousseau) y consideró que la finalidad principal de la enseñanza no consistía en hacer que el niño adquiera conocimientos y aptitudes, sino en desarrollar las fuerzas de su inteligencia, dividiendo aquella en forma gradual, de acuerdo a su evolución y donde se tomara en cuenta al individuo como una unidad de inteligencia, sentimiento y moralidad. Sostenía que cualquier irregularidad en estas características, conlleva a la nulidad de una educación integral.
- Educación física: Incluyó también la educación física como medio de fortaleza y resistencia corporal, cerrando así el ciclo de una educación integral, que va desde lo más espiritual a lo puramente corporal.

### Su vida cultural[20]
1. En Neuhof (1770-1800). A sus 23 años de edad, casado y con un hijo, Pestalozzi organiza una finca de explotación agrícola, que no llega a tener éxito. Entonces funda allí una empresa industrial textil con niños pobres, a los cuales da educación e instrucción. Pocos años después (1780) esta iniciativa también fracasa, y entonces Pestalozzi, para subsistir, se dedica a la actividad de escritor.
Esta función literaria de Pestalozzi dura veinte años, y gracias a ella tenemos gran número de las obras que nos ha legado este autor.
2. En Stans (1799). Tras la Revolución suiza de 1798 (una réplica de la Revolución Francesa), que supuso un desastre para el cantón de Nidwalden, cuya capital es Stans, el Gobierno suizo de la recién nacida República Helvética confía a Pestalozzi (que colaboraba políticamente con él) la educación de los huérfanos de guerra y niños pobres de la región. Con esta experiencia, que dura siete meses, Pestalozzi se va adentrando en el mundo de la educación.
3. En Burgdorf (1799-1804). Pestalozzi comienza a trabajar como maestro en una escuela pública, y en 1800 funda una institución educativa privada (internado) en el castillo de esta ciudad. A los tres años lo obligan a abandonarlo, y entonces traslada su instituto a Münchenbuchsee, y después de un año acepta el ofrecimiento de la ciudad de Yverdon para trasladar allí su instituto.
En 1801 Pestalozzi expuso sus ideas en torno a la educación en el libro Cómo Gertrudis enseña a sus hijos. Su método partía de lo más sencillo a lo más difícil: observación, concienciación y discurso
4. En Yverdon (1804-1825). La institución docente de Pestalozzi alcanza su plenitud y un renombre internacional. Gracias a la ayuda de buenos colaboradores, él va perfeccionando y difundiendo su método. En los últimos años, surgen dificultades en el seno de esta institución, que ocasionan sinsabores a su fundador. En 1825 se cierra el instituto y él vuelve a Neuhof.

El 14 de diciembre de 1814 murió su esposa.
En 1815, surgieron las diferencias entre los profesores de la escuela. Los últimos años de Pestalozzi fueron años de abatimiento y penas para él. En 1825 se retiró a Neuhof, donde se había criado, después de escribir las reflexiones de su vida y su último libro El Canto del Cisne.
Como él mismo decía, la obra maestra de su vida no era Burgdorf ni Yverdon, sino que descansaba en los principios educativos que profesaba, el desarrollo de la observación, la formación integral del hombre, la dedicación del profesor a la enseñanza, como reflejan sus seis meses de trabajo en Stans. Pestalozzi todavía hoy tiene una profunda influencia en todos los aspectos de la educación.
Hay que resaltar tres planos:
1. Su pedagogía naturalista
2. Un método: intuición global
3. Finalidad de la educación

#### Como sociólogo
Pestalozzi, tanto por sus escritos como por toda su actuación, es un hombre de la Ilustración, un perfecto y renombrado representante de la misma, en todos sus aspectos. En política, se adhiere expresamente al Despotismo Ilustrado en su obra: Al buen talante, la seriedad y la hidalguía de mi época y de mi patria (1815). En Leonardo y Gertrudis, y en escritos posteriores, siempre presenta la educación como el medio de superar la pobreza del pueblo y de conducir a este a la felicidad y a la virtud (otro ideal de la Ilustración). 
1) Como hombre de la Ilustración, Pestalozzi postulaba una religión sin dogmas revelados ni teologías de iglesia, a las cuales llamaba "superstición". Para él, la religión residía en los sentimientos del corazón humano e, igual que para Kant, tenía como función el moralizar a la persona y a la humanidad: la verdadera religión es la de las buenas obras, no la del culto. 
2) Mas, por otra parte, Pestalozzi era un cristiano (protestante) convencido y devoto, practicante y lleno de una piedad que inculcaba a sus alumnos y que expresó en muchos de sus escritos. 
Como filántropo interesado en procurar el bien del pueblo, Pestalozzi analiza los fallos de la organización y vida social de este, denuncia los abusos que existen en ella y propone los medios adecuados para corregir los fallos en todos los órdenes (laboral, sanitario, cultural, educacional, jurídico).

#### Como político
El interés que tenía por la sociedad y su buen funcionamiento llevó a Pestalozzi a ocuparse de política, en la cual participó activamente en algunas ocasiones:
- En su juventud, se afilió a una sociedad patriótica y se implicó en sus actuaciones.
- En 1782 estuvo afiliado a los Iluminados de Baviera.
- Colaboró con el Gobierno instaurado en Suiza por la Revolución de 1798, la llamada República Helvética, haciendo comprender al pueblo la necesidad de la misma y de las medidas gubernamentales tomadas.
- Fue miembro de una delegación que en 1802 visitó a Napoleón para ratificar la nueva Constitución que este imponía a Suiza.

#### Como jurista
Pestalozzi había comenzado sus estudios haciendo la carrera de Derecho y, aun cuando la abandonó muy pronto, sin duda le quedó una sensibilidad y una afición al tema jurídico, que, en distintas ocasiones, fue tocando durante toda su vida, insistiendo en la necesidad de renovar las leyes para hacerlas más justas y más adecuadas a la situación del momento.

#### Como antropólogo
Pestalozzi ha cultivado una Sociedad, sobre la cual asienta las bases de sus concepciones políticas y sociales, y una Antropología personal, que le sirve para saber cómo ha de orientarse la educación de las personas. En la práctica, ambos tipos de Antropología vienen implicados uno en otro, ya que el comportamiento humano es, en gran parte, un comportamiento social.

#### Como literato
Fue un escritor profesional y, como tal, desempeñó una actividad literaria en varios aspectos. En su revista Una Hoja Suiza, que publicó regularmente durante un año, publicó artículos de contenido cultural y a menudo inserta también poesías. Ocasionalmente cuidó mucho la forma estética de sus escritos, como el titulado Epístola a Friné sobre la amistad (1782), en el cual hace gala de un bello estilo literario. Le ocurre lo mismo en ciertos momentos, en que -por ejemplo- describe una puesta de sol en el valle o un sentimiento religioso en el corazón humano. 
Las obras propiamente literarias de Pestalozzi son dos. Una, la Primera Parte de Leonardo y Gertrudis, libro este que podemos considerar también una novela costumbrista, en la que el autor presenta y describe unos personajes populares muy característicos y, sobre todo, pone en sus bocas un lenguaje coloquial lleno de frescura rural y de modismos dialectales. Con razón, su autor lo llama "un libro del pueblo" (y a Cristóbal y Elsa, realizado en el mismo estilo, un "segundo libro del pueblo"). El gran éxito popular de esta obra de Pestalozzi se debió, sobre todo, a esta característica estilística.

#### Como didacta
Lo más típico de Pestalozzi, y aquello por lo cual ha sido más conocido y le dio más motivo de orgullo, fue su método de enseñanza, que él mismo trató de divulgar y, de hecho, en varios países europeos se fundaron escuelas pestalozzianas, entre ellos España. 
Para Pestalozzi, el conocimiento humano comienza con la intuición sensible de las cosas, y a partir de ella se forman las ideas; por lo cual, también el método de enseñanza ha de seguir este mismo proceso de lo simple a lo complejo, adaptándose al desarrollo mental del niño en cada momento dado. El conocimiento ha de ir avanzando, desde unas intuiciones confusas a unas ideas claras y distintas. Entre sus frases más conocidas figuran: "Tarde o temprano seguro que la naturaleza se vengará de todo lo que los hombres hagan en su contra"; "Para cambiar a la persona hay que amarla"; "Nuestra influencia llega sólo a donde llega nuestro amor"; "La educación es el desarrollo natural, progresivo y sistemático de todas las facultades" y "Un niño que no se siente querido, difícilmente puede ser educado".

## Su pedagogía naturalista[21]
Pestalozzi fue un gran admirador de Rousseau, ejemplo de ello fue que durante toda su vida tuvo el Emilio como libro de cabecera; incluso un año antes de su muerte hablaba de su autor como el “centro de acción del antiguo y del nuevo mundo en materia de educación”, el que “rompió... las cadenas del espíritu y devolvió al niño a sí mismo, y la educación al niño y a la naturaleza humana”
- Se dejó guiar por su espíritu humanitario, de dedicación al pueblo, a los pobres.
- Creador de la escuela popular, abierta a todo el mundo, regenerada con espíritu social, no pública ni institucional.
- Núcleo fundamental de la educación: la familia.
- Después de la familia, la escuela, y el medio vital y social.
- Como roussoniano llevó a la práctica el naturalismo de Rousseau, hasta los 11 años no enseñó a su hijo a leer.[21]

## Un método: Intuición global
"Yo creo que no se puede soñar en obtener el progreso en la instrucción del pueblo mientras no se hayan encontrado formas de enseñanza que hablan del maestro al menos, hasta el fin de los estudios elementales, el simple instrumento mecánico de un método que debe sus resultados a la naturaleza de sus procedimientos, y no a la habilidad de aquel que lo practica".
- Mecanización de la enseñanza: búsqueda de un método (libro: Cómo Gertrudis enseña a sus hijos).
- Método: valor de la intuición: percepción global. La intuición comienza con la experiencia y la considera un principio de conocimiento y una posibilidad para la enseñanza misma. El autor considera esta intuición como un acto espontáneo y por donde el niño o niña se puede identificar con el mundo que lo rodea.

Su método se basaba en:
1. Forma (observar, medir, dibujar y escribir): enseñarles a distinguir la forma de cada objeto, es decir, sus dimensiones y proporciones. ¿Cuál es su forma?
Enriquecer la memoria de los niños con explicaciones sencillas de objetos y materiales. 
Enseñar a describir y a darse cuenta de sus percepciones. 
Enseñar al niño, por medio del dibujo, a medir todos los objetos que se presentan a su vista y adquirir habilidades para reproducir. Pestalozzi pensó que por medio del dibujo se ejercitaba al niño en su escritura.
2. Número (relaciones métricas y numéricas): enseñar a los niños a considerar cada uno de los objetos que se les da a conocer como unidad, es decir, separado de aquellos con los cuales aparece asociado. ¿Cuántos hay? Utilización de tablillas con letras, las cuales acumulaba de una en una para que el niño conociera la relación de los números, al mismo tiempo que servía para aprender las letras. 
Partir de las cosas simples antes de avanzar a las más complicadas.
3. Nombre: familiarizarlos tan temprano como sea posible con el conjunto de palabras y de nombres de todos los objetos que le son conocidos. ¿Cómo se llaman?
El método de Pestalozzi es un método "lógico", basado en la concepción "analítica y sistemática" de la enseñanza y el aprendizaje.

## Finalidad de la educación[23]
- Conseguir que el hombre llegue a la perfección (desarrollo de las capacidades humanas).
- Libertad autónoma del hombre.
- Aplicar los principios de igualdad y libertad.
- La humanización del hombre es el fin de la educación.
- Se basa en tres dimensiones que son: cabeza, corazón y mano. Estas tres dimensiones guardan una relación entre sí, el autor las consideraba de vital importancia para el desarrollo de los niños, el desarrollo de sus habilidades; así como competencias para la vida y el ámbito laboral. En primer lugar, encontramos la cabeza que tiene como función distinguir de manera clara las cosas; en segundo lugar, el autor considera al corazón no solo referido a los sentimientos sino también a la confianza y la gratitud. Por último, las manos tienen como función la de formarse a sí mismo.

- La educación sigue el desarrollo de la Humanidad.
- El camino que debe seguir la educación es:
  - Ser instintivo, se encarga la familia: EDUCACIÓN FAMILIAR. Pestalozzi muestra gran importancia a las familias como educadores primarios de los hijos ya que son los primeros con los que tiene contacto el niño y estos pueden influir de una manera negativa o positiva en ellos. En una de sus obras “Cartas sobre educación infantil” pretende enseñar a las madres la manera de educar a los hijos desde la bondad. El autor considera que el afecto de la madre es clave en el desarrollo de los niños y niñas.
  - Ser social, se encarga el Estado: EDUCACIÓN ESCOLAR. Aun así, el autor considera que la educación también debería darse en otros lugares no solo en la escuela, por ejemplo en las familias, que son el primer agente socializador del niño y por tanto tienen una gran influencia en ellos.
  - Ser moral, se encarga la Humanidad: EDUCACIÓN MORAL Y SOCIAL
- Le daba un gran valor a la educación religiosa, siempre que ésta no tuviera un carácter dogmático ni confesional..

Distingue tres elementos esenciales dentro del ámbito escolar que son docente, alumno y escuela. 
Por un lado, el docente no debe ser una persona autoritaria que haga que sus alumnos se sientan intimidados y no se sientan con la plena libertad de tener pensamiento autónomo, es más tienen que hacer de guía de estos y atender a sus necesidades. 
Por otro lado, el alumno debe confiar en sí mismo, en lo que es capaz de hacer si quiere que los maestros conozcan sus habilidades y es importante que marquen su ritmo de aprendizaje.
Por último, encontramos la escuela que se centraba en el aprendizaje de un oficio y esto es así porque Pestalozzi quería que los niños se introdujeran en el mundo del trabajo y que tuvieran personalidad autónoma en la sociedad.
CONCEPTO DE LOS VALORES: el principal valor de su interés fue el de la educación igualitaria, es decir, poder educar a gente marginada. 
Confiaba plenamente en las virtudes de la educación popular.

## Aspectos generales de la educación
- Poner en práctica el método de enseñar a unos por medio de otros, debido al gran número de niños.
- La enseñanza de ambos sexos (coeducación).
- Importancia de la educación creativa y productiva.
- Enseñanza de moral y religión, que se debe iniciar en la familia.
- Considerar que las relaciones afectivas entre madre e hijo condicionan a este paulatinamente a desarrollar sentimientos de bondad y amor.
- Educación social, la cual debe comenzarse en la familia y continuarse en la escuela.
- La práctica de la escuela-trabajo, combinando la enseñanza de la lectura, escritura, cálculo, dibujo, moral y religión con las actividades agrícolas.

## Aportes a la educación preescolar
Con Pestalozzi, la pedagogía comienza a ver al niño de una manera diferente, los sitúa en una verdadera relación con la Naturaleza y la cultura. Fue el primero en preocuparse por la socialización del niño. Consideraba que la escuela debía constituir una pequeña sociedad sin restricciones ni individualismo, y que los alumnos a través de la cooperación llegaran al conocimiento previo y esperado.
A pesar de que su enseñanza se basa en una educación elemental, no escapan sus influencias a la educación preescolar. 
Tenemos los siguientes aportes:
1. Le dio importancia al desarrollo de los niños
2. Puso en práctica la organización de experiencias y actividades por medio del juego. 
3. Valoró las actividades espontáneas del niño. 
4. Hizo énfasis en la ejercitación de las manualidades o actividades manuales. 
5. Consideró la ejercitación en el dibujo como un medio para perfeccionar progresivamente la mano, lo cual le serviría de base para la escritura. 
6. Ejercitó el lenguaje por medio de la conversación sencilla, para después aprender a leer. 
7. Destacó la utilidad de los ejercicios corporales combinados con los cantos. 
8. Señaló como vital el desenvolvimiento del niño en sus primeros momentos con la familia, en especial con la madre. 
9. Le dio importancia a la afectividad desde el mismo momento del nacimiento del niño. 
10. Destacó el desarrollo social del niño, primeramente en la familia y posteriormente en la escuela. 
11. Consideró importante la creación de instituciones para atender a aquellos niños que eran carentes de recursos económicos.
Epitafio que aparece en la tumba de Pestalozzi:

Salvador de los pobres de Neuhof;
Predicador del pueblo en Leonardo y Gertrudis;
en Stans, padre de los huérfanos;
en Burgdorf y Münchenbuchsee, fundador de la escuela primaria,
en Yverdon, educador de la Humanidad.
Hombre, cristiano, ciudadano todos para los demás, para sí, nada.
¡Bendecid, su nombre!

## Obras
Algunas de sus obras más importantes son:
- Vigilia de un solitario 1780

- Una hoja suiza 1782. Revista compuesta y editada por Pestalozzi.

- Epístola a Friné sobre la amistad 1782

- Sobre la legislación y el infanticidio, 1783

- Leonardo y Gertrudis, 1787

- Mis indagaciones sobre el proceso de la Naturaleza en el desarrollo de la Humanidad 1797

- Cómo Gertrudis enseña a sus hijos, 291 p. 1801. Reimpreso: How Gertrude Teaches Her Children ; Pestalozzi's Educational Writings. Psychometrics and educational psychology 2. Editor Daniel N. Robinson. Publicó University Publications of America, 765 p. 1977. ISBN 0890931631, ISBN 9780890931639

- El Método, 29 p. 1801

- El ABC de la visión intuitiva ó principios de la visión relativamente á los tamaños. Publicó Imprenta Real, 1807

- Libro de las madres 1803

- Las ideas, experiencias y recursos para promover la educación, de conformidad con la naturaleza humana  1806

- Carta a un amigo sobre mi estancia en Stans 1807

- Al buen talante, la seriedad y la hidalguía de mi época y de mi patria 1815

- Cartas sobre educación infantil 146 p. ISBN 8430944192, ISBN 97884309441941819

- El canto del cisne y Los destinos de mi vida 1826. Reeditó Laertes psicopedagogía 105. Con José María Quintana Cabanas. Tradujo José María Quintana Cabanas, ed. ilustrada de Laertes, 309 p. 2003 ISBN 8475845037, ISBN 9788475845036

- Letters on Early Education: Addressed to J.P. Greaves, Esq. Publicó Sherwood, Gilbert & Piper, 157 p. 1827

- La carta de Stans y otros escritos. Editor José María Quintana Cabanas. Publicó PPU, 243 p. 2005 ISBN 8447709124, ISBN 9788447709120

Oui ou non (enlace roto disponible en Internet Archive; véase el historial, la primera versión y la última). Editions LEP. LausanA, 120 p. 2008 978-2-606-01238-0
Écrits sur la méthode (enlace roto disponible en Internet Archive; véase el historial, la primera versión y la última)., v. 1; con Daniel Tröhler, Michel Soëtard. Lausana, Editions LEP, 200 p. 2009, ISBN 978-2-606-01304-2
Écrits sur la méthode (enlace roto disponible en Internet Archive; véase el historial, la primera versión y la última)., v. 2; Daniel Tröhler, Michel Soëtard. Lausana, Editions LEP, 184 p. 2010, ISBN 978-2-606-01305-9
- The Education of Man: Aphorisms. Contribuyó William Heard Kilpatrick. Publicó Literary Licensing, LLC, 106 p. 2011 ISBN 125818463X, ISBN 9781258184636

Los trabajos completos de Pestalozzi fueron publicados en Stuttgart en 1819, 1826, en una edición preparada por Seyffarth y aparecida en Berlín en 1881. (Obras completas Sämtliche Werke. Kritische Ausgabe. Fundada por Artur Buchenau, Eduard Spranger, Hans Stettbacher, de Gruyter. Berlín y Zúrich 1927–1996. Jefe de Redacción de 1923 a 1938 de Walter Feilchenfeld-Fales.

## Influencia en Europa

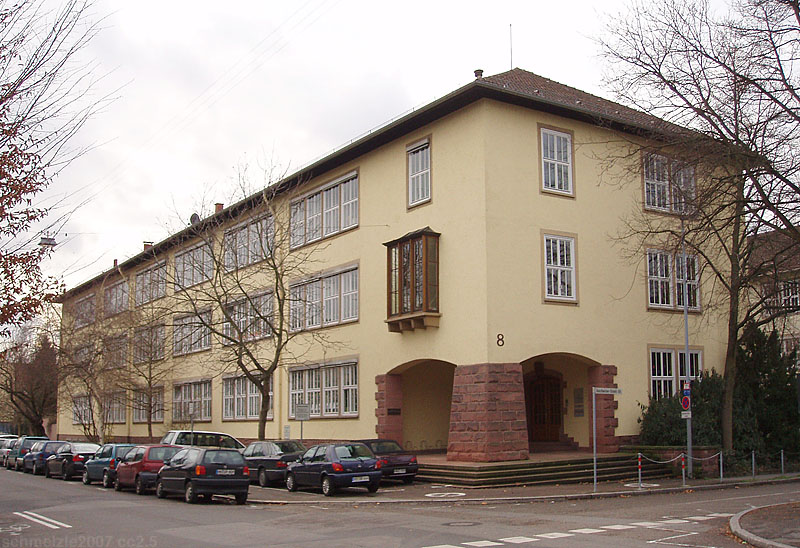
La "Pestalozzischule" (escuela Pestalozzi) en Heilbronn, Alemania.

El influjo de Pestalozzi fue enorme. Entre otros, destacan como sus seguidores y aportadores Johann Friedrich Herbart y Friedrich Fröbel o Froebel, creador este de la educación preescolar. En España Manuel Godoy fundó en el año 1805 el Real Instituto Militar Pestalozziano, una escuela militar de tipo pestalozziano. En ella fueron educados muchos hijos de los altos cargos vinculados a la Corte, el Ejército y la Armada. El propio infante Francisco de Paula, hijo de Carlos IV, fue confiado a Francisco Amorós y Ondeano, director del Instituto, y educado según este método.
- Calle Pestalozzi, V Distrito de París

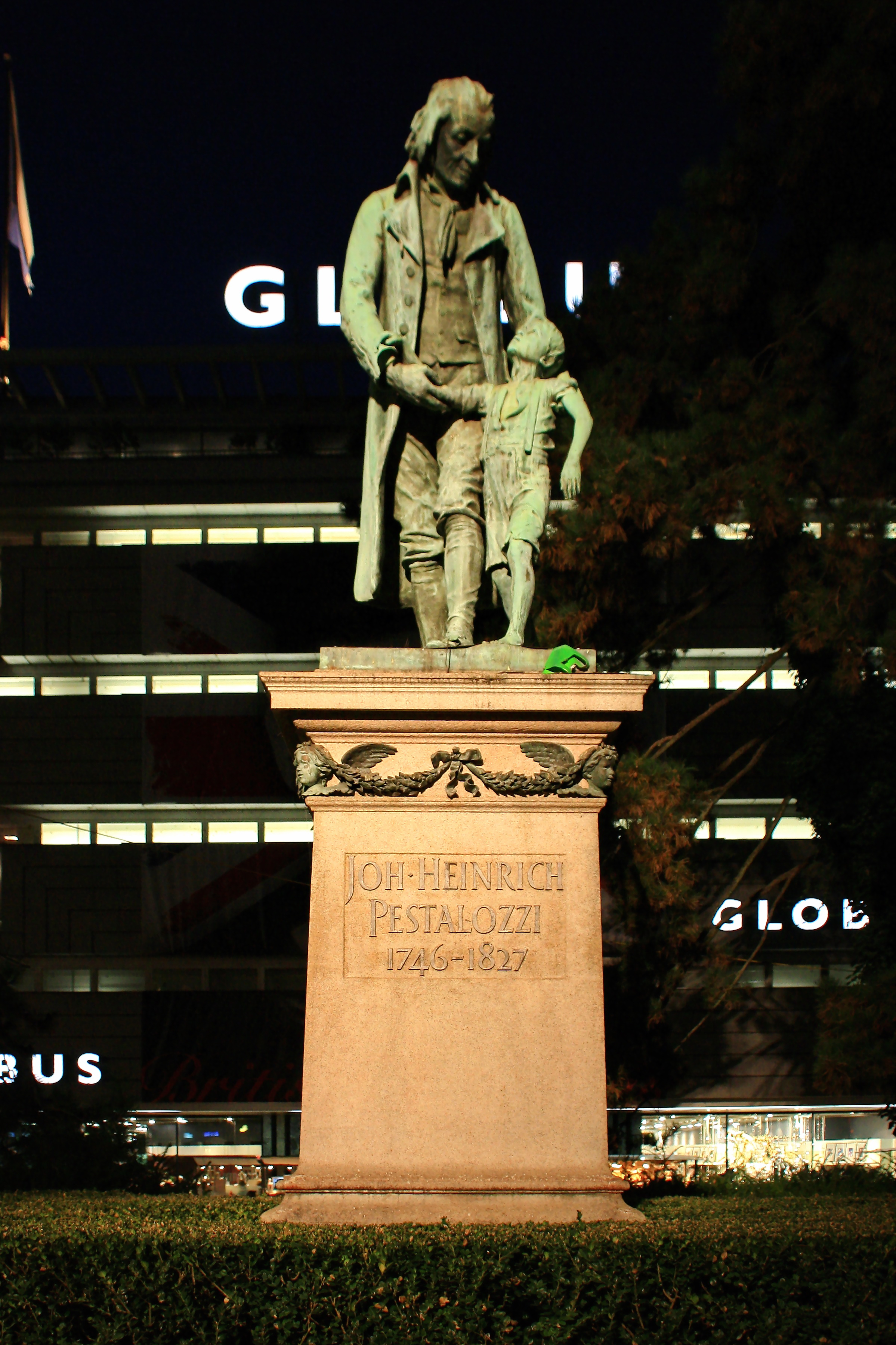
Honras en la Plaza Pestalozzi, Bahnhofstrasse, Zúrich, Suiza.

## Influencia en México
En 1912 se fundó en Nogales, Sonora, el Colegio Pestalozzi en honor a Juan Enrique Pestalozzi, dirigido por las hermanas de la Congregación de las Misioneras Hijas de La Purísima Virgen María, Congregación fundada por la Venerable Madre Julia Navarrete.
En Mérida, Yucatán, se fundó en 1910 la Escuela Modelo inspirada en los principios educativos de Pestalozzi pero orientada hacia la formación laica de los educandos.
En Hermosillo, Sonora se fundó la Escuela, Primaria Juan Enrique Pestalozzi en honor al pedagogo del mismo nombre, la primaria está encabezada por 12 maestros,4 maestras de Educación Especial, un profesor de Educación Física, una profesora de Inglés, una Secretaria y el director Anselmo Verdugo, cuenta con 18 aulas, un aula de computación, una biblioteca escolar,4 baños, sala de desayuno para maestros y alumnos, una tiendita para alumnos, una cancha recreativa y una cancha cívica
En el noroeste de México, en 1986 se fundó en la ciudad de Tepic, Nayarit, por iniciativa de un grupo de entusiastas profesores encabezados por la Profra. Martha Marisela Avilés Nieves, el Centro Formativo Básico Pestalozzi A.C. sostenedora del Johann Heinrich Pestalozzi Bilingual School. Cuyo modelo educativo se semienta en el humanismo pestalozziano y, desde una visión antropológica, a partir de la cual, se propone una formación educativa que impacte todos los ámbitos de la vida humana, enriquecida por la propuesta educativa de la UNESCO.

## Honores

### Eponimia
- América del Sur se fundaron varios colegios en su nombre, como es el caso de Venezuela el colegio Juan Enrique Pestalozzi de la ciudad de Maracaibo. Fue galardonado como mejor colegio con armonía en la enseñanza en una cumbre en Quito, Ecuador; como tal el lema del colegio "Educamos para el Amor".

- En las capitales de Venezuela y de Bolivia, Caracas y Sucre respectivamente, también existen colegios con el mismo nombre.
- Barranquilla, Colombia, se funda un Colegio Público adaptado a todos los ambientes denominado "Colegio Juan Enrique Pestalozzi".
- Buenos Aires, Argentina: Colegio alemán "Pestalozzi Schule";
- Rosario (Argentina), Barrio Echesortu: Escuela Pestalozzi, de educación preescolar y primaria (Escuela Provincial N.º 67 “Juan E. Pestalozzi”, fundada en 1921, el edificio es de 1928 y se llamó “Gobernador Aldao”, nombre que todavía conserva grabado en su frontispicio.)
- Lima: Colegio Suizo Pestalozzi (Pestalozzi Schweizerschule en alemán).
- Corozal, Sucre (Colombia): Colegio Pestalozziano.
- San Bernardino, Paraguay: Colegio J H Pestalozzi.
- Costa Rica: Escuela Juan Enrique Pestalozzi

- (2970) Pestalozzi

Especies botánicas
- (Capparaceae) Boscia pestalozziana Gilg[29]

## Literatura
- Helene Ramsauer. "Johannes Ramsauer et Pestalozzi". Centre de documentation et de recherche Pestalozzi, Yverdon-les-Bains. 2008

- Peter Ramsauer. Die Lebenswanderung des Pädagogen Johannes Ramsauer im Bannkreis Pestalozzis. Isensee, Oldenburg 2005, ISBN 3-89995-210-3.

- Raphael Baer. Pestalozzi über die tragende Rolle der Mutter in der familiären Erziehung (darin; Pestalozzis Auffassung vom Christentum als »reine Volksphilosophie«) en: Ehe, Familie, Gesellschaft, Verlag Bär, Niederuzwil 2011, p. 147–166, ISBN 978-3-9523212-6-3.

- Anne Fischer-Buck. Naturgemäße Erziehung. Ein Vergleich der Lehre von Pestalozzi und Montessori, angewandt auf die heutige psychologische Pädagogik. Bouvier, Bonn 1957, 1959 (dis. fil.)

- Karl Justus Blochmann. Heinrich Pestalozzi: Züge aus dem Bilde seines Lebens und Wirkens nach Selbstzeugnissen, Anschauungen und Mittheilungen. Gressler, Langensalza 1897.

- Wolfgang Klafki. Pestalozzis „Stanser Brief“. Eine Interpretation. En: Pestalozzi, Johann Heinrich: Pestalozzi über seine Anstalt in Stans. Mit einer Interpretation und neuer Einleitung von Wolfgang Klafki. Beltz, Weinheim 1997 (7): 39–71.

- Volker Kraft. Pestalozzi oder das pädagogische Selbst. Klinkhardt, Bad Heilbrunn 1996, ISBN 3-7815-0827-7.

- Gerhard Kuhlemann, Arthur Brühlmeier: Johann Heinrich Pestalozzi, v. 2 en las series Basiswissen Pädagogik, Historische Pädagogik, ed. de Christina Lost, Christian Ritzi. Schneider-Verlag Hohengehren GmbH, Baltmannsweiler 2002, ISBN 3-89676-536-1.

- Mary Lavater-Sloman. Heinrich Pestalozzi. Die Geschichte seines Lebens. Römerhof Verlag, Zürich 2013, ISBN 978-3-905894-22-6.

- Friedemann Lüpke. Pädagogische Provinzen für verwahrloste Kinder und Jugendliche. Eine systematisch vergleichende Studie zu Problemstrukturen des offenen Anfangs der Erziehung. Die Beispiele Stans, Junior Republic und Gorki-Kolonie. Ergon-Verlag, Würzburg 2004, ISBN 3-89913-350-1.

- Fritz Osterwalder. Pestalozzi – ein pädagogischer Kult. Pestalozzis Wirkungsgeschichte in der Herausbildung der modernen Pädagogik. Beltz & Gelberg, Weinheim 1996.

- Dagmar Schifferli. Anna Pestalozzi-Schulthess. Ihr Leben mit Heinrich Pestalozzi. Römerhof Verlag, Zúrich 2013, ISBN 978-3-905894-23-3.

- Peter Stadler. Pestalozzi – Geschichtliche Biographie. 2 v. Verlag NZZ, Zúrich 1988 (v. 1) y en 1993 (v. 2).

- Meike Wulfmeyer. Entfaltung der Menschlichkeit. Johann Heinrich Pestalozzis (1746–1827) Einflüsse auf den Sachunterricht. En: Astrid Kaiser, Detlef Pech (eds.) Geschichte und historische Konzeptionen des Sachunterrichts. Basiswissen Sachunterricht v. 1. Schneider, Baltmannsweiler 2004, p. 65–68.

## Nota
1. ↑  Se cree que un niño debe aprender yendo "de más fácil más difícil": el aprendizaje comienza al observar, continúa con el desarrollo de la conciencia, para finalizar en el discurso, la medición, el dibujo, la escritura de palabras y el conteo de números.